# Recalled
Pour plus de détails, voir Fiche technique et Distribution.
Recalled (hangeul : 내일의 기억 ; RR : Naeileui Gieok, litt. « Souvenirs de demain ») est un thriller sud-coréen écrit et réalisé par Seo Yoo-min et sorti en 2021 en Corée du Sud. Il raconte l'histoire d'une femme ayant perdu la mémoire et qui se découvre le don de voir l'avenir des gens,,.
Selon le Conseil du film coréen, c'est le 15ème plus grand succès coréen de l'année 2021 avec 2,56 millions $ de recettes et 335 025 entrées au box-office sud-coréen au 12 décembre 2021.

## Synopsis
Soo-jin (Seo Yea-ji) devient amnésique après avoir subi un accident. Elle commence alors à entrapercevoir l'avenir des gens et tandis que ces illusions deviennent réalité, elle développe des doutes au sujet de son mari Ji-hoon (Kim Kang-woo).

## Fiche technique
- Titre original : 내일의 기억
- Titre international : Recalled
- Réalisation et scénario : Seo Yoo-min
- Photographie : Kim Gi-tae
- Montage : Kim Sun-min
- Musique : Kim Jun-song et Lee Geon-ho
- Production : Ahn Soo-Yeon
- Société de production : Tori Pictures et iFilm Corporation
- Société de distribution : CJ CGV (en) et Finecut
- Pays d'origine :  Corée du Sud
- Langue originale : coréen
- Format : couleur
- Genre : thriller
- Durée : 99 minutes
- Date de sortie :
  -  Corée du Sud : 21 avril 2021
  -  Indonésie : 30 juin 2021
  -  Taïwan : 13 juillet 2021
  -  Japon : 28 octobre 2022

## Distribution
- Seo Yea-ji : Soo-jin[6]
- Kim Kang-woo : Ji-hoon[7]
- Yeom Hye-ran
- Bae Yoo-ram : l'inspecteur Bae
- Bae Je-ki
- Kim Kang-hoon (en)
- Park Sang-wook : Ki-sang[8]
- Seong Hyeok (en)
- Kim Joo-ryoung
- Song Chang-gyoo : un gardien de sécurité

## Production

### Distribution
Le 7 mars 2019, il est annoncé que Kim Kang-woo et Seo Yea-ji seront à l'affiche du film Remembrance of Tomorrow de Seo Yoo-min. Le 7 mai 2019, leur casting dans le film est confirmé. Park Sang-wook rejoint par la suite le projet en tant qu'officier de police.

### Tournage
Le tournage principal débute le 2 mai 2019.

## Sortie
Le film sort le 21 avril 2021 sur 957 écrans. Malgré certaines polémiques au sujet de Seo Yea-ji, il bénéficie de 33 012 réservations à l'avant-première. Il est projeté au 10e Festival du film coréen de Francfort le 23 octobre 2021.

## Box-office
Le film atteint la première place du box-office lors de son premier jour avec 19 281 entrées. Il maintient sa position pendant son deuxième jour avec 18 235 entrées. Il est premier lors de son premier week-end avec 101 636 entrées pendant 3 jours du 23 au 25 avril et atteint un total de 136 040 entrées.
Selon le Conseil du film coréen, c'est le 15ème plus grand succès coréen de l'année 2021 avec 2,56 millions $ de recettes et 335 025 entrées au box-office sud-coréen au 12 décembre 2021.